# Shiprock (Gemeinde)
Shiprock (Navajo: Naatʼáanii Nééz) ist eine Gemeinde und ein Census-designated place (CDP) im San Juan County im US-Bundesstaat New Mexico und ist Bestandteil der Navajo Nation Reservation.
Die Stadt liegt in einer Höhe von 1491 m. ü. M. an der Kreuzung der U.S. Highways 64 und 491.
Der Ort ist nach der in der Nähe gelegenen Felsformation Shiprock benannt. 
Die Bevölkerung von Shiprock betrug bei der Volkszählung 2000 8.156 Einwohner auf einer Fläche von 41,1 km². Die Bevölkerungsdichte liegt bei 198,4/km².
Shiprock ist einer von acht Standorten des Diné College, einer stammeseigenen Hochschule, und zudem Gastgeber der Northern Navajo Fair, die jedes Jahr im Oktober stattfindet.